# ARL16
ARL16 (англ. ADP ribosylation factor like GTPase 16) – білок, який кодується однойменним геном, розташованим у людей на 17-й хромосомі. Довжина поліпептидного ланцюга білка становить 197 амінокислот, а молекулярна маса — 20 936.
| 10         |  | 20         |  | 30         |  | 40         |  | 50         |
| ---------- |  | ---------- |  | ---------- |  | ---------- |  | ---------- |
| MRVAGGRALS |  | RGAELRVPGG |  | AKHGMCLLLG |  | ATGVGKTLLV |  | KRLQEVSSRD |
| GKGDLGEPPP |  | TRPTVGTNLT |  | DIVAQRKITI |  | RELGGCMGPI |  | WSSYYGNCRS |
| LLFVMDASDP |  | TQLSASCVQL |  | LGLLSAEQLA |  | EASVLILFNK |  | IDLPCYMSTE |
| EMKSLIRLPD |  | IIACAKQNIT |  | TAEISAREGT |  | GLAGVLAWLQ |  | ATHRAND    |

A: Аланін

C: Цистеїн

D: Аспарагінова кислота

E: Глутамінова кислота

F: Фенілаланін

G: Гліцин

H: Гістидин

I: Ізолейцин

K: Лізин

L: Лейцин

M: Метіонін

N: Аспарагін

P: Пролін

Q: Глутамін

R: Аргінін

S: Серин

T: Треонін

V: Валін

W: Триптофан

Білок має сайт для зв'язування з нуклеотидами, ГТФ. 